# Vila Estoril
Vila Estoril és una comuna del municipi de Belas de la província de Luanda.